# Kabinet-Polk
Het kabinet–Polk was de uitvoerende macht van de Amerikaanse overheid van 4 maart 1845 tot 4 maart 1849. Voormalig gouverneur van Tennessee James Polk van de Democratische Partij werd gekozen als de 11e president van de Verenigde Staten na het winnen van de presidentsverkiezingen van 1844 over de kandidaat van de Whig Partij voormalig Senator voor Kentucky Henry Clay. Al in 1844 maakte Polk bekend zich niet kandidaat te stellen voor een nieuwe termijn in de presidentsverkiezingen van 1848.
| Nr.     | Functie(s) | Functie(s)                            | Ambtsbekleder   | Ambtsbekleder               | Ambtstermijn      | Ambtstermijn      | Partij(en) |
| ------- | ---------- | ------------------------------------- | --------------- | --------------------------- | ----------------- | ----------------- | ---------- |
| 11      |            | President van de Verenigde Staten     | James Polk      | James Polk (1795–1849)      | 4 maart 1845      | 4 maart 1849      | D          |
| 11      |            | Vicepresident van de Verenigde Staten | George Dallas   | George Dallas (1792–1864)   | 4 maart 1845      | 4 maart 1849      | D          |
| Kabinet |            |                                       |                 |                             |                   |                   |            |
| Nr.     | Functie(s) | Functie(s)                            | Ambtsbekleder   | Ambtsbekleder               | Ambtstermijn      | Ambtstermijn      | Partij(en) |
| 16      |            | Minister van Buitenlandse Zaken       | John Calhoun    | John Calhoun (1782–1850)    | 1 april 1844      | 10 maart 1845     | D          |
| 17      |            | Minister van Buitenlandse Zaken       | James Buchanan  | James Buchanan (1791–1868)  | 10 maart 1845     | 8 maart 1849      | D          |
| 17      |            | Minister van Financiën                | George Bibb     | George Bibb (1776–1859)     | 4 juli 1844       | 8 maart 1845      | D          |
| 18      |            | Minister van Financiën                | Robert Walker   | Robert Walker (1801–1869)   | 8 maart 1845      | 4 maart 1849      | D          |
| 20      |            | Minister van Oorlog                   | William Marcy   | William Marcy (1786–1857)   | 4 maart 1845      | 4 maart 1849      | D          |
|         |            | Minister van de Marine                | Vacant          | Vacant                      | Vacant            | Vacant            | Vacant     |
| 17      |            | Minister van de Marine                | George Bancroft | George Bancroft (1800–1891) | 11 maart 1845     | 10 september 1846 | D          |
| 18      |            | Minister van de Marine                | John Mason      | John Mason (1799–1859)      | 10 september 1846 | 4 maart 1849      | D          |
| 18      |            | Minister van Justitie                 | John Mason      | John Mason (1799–1859)      | 4 maart 1845      | 16 oktober 1846   | D          |
| 19      |            | Minister van Justitie                 | Nathan Clifford | Nathan Clifford (1803–1881) | 16 oktober 1846   | 17 maart 1848     | D          |
|         |            | Minister van Justitie                 | Vacant          |                             |                   |                   |            |
| 20      |            | Minister van Justitie                 | Isaac Toucey    | Isaac Toucey (1792–1869)    | 21 juni 1848      | 4 maart 1849      | D          |
| 15      |            | Minister van Posterijen               | Cave Johnson    | Cave Johnson (1793–1866)    | 4 maart 1845      | 4 maart 1849      | D          |

Washington ·
J. Adams ·
Jefferson ·
Madison ·
Monroe ·
J.Q. Adams ·
Jackson ·
Van Buren ·
W.H. Harrison ·
Tyler ·
Polk ·
Taylor ·
Fillmore ·
Pierce ·
Buchanan ·
Lincoln ·
A. Johnson ·
Grant ·
Hayes ·
Garfield ·
Arthur ·
Cleveland I ·
B. Harrison ·
Cleveland II ·
McKinley ·
T. Roosevelt ·
Taft ·
Wilson ·
Harding ·
Coolidge ·
Hoover ·
F.D. Roosevelt ·
Truman ·
Eisenhower ·
Kennedy ·
L.B. Johnson ·
Nixon ·
Ford ·
Carter ·
Reagan ·
G.H.W. Bush ·
Clinton ·
G.W. Bush ·
Obama ·
Trump I ·
Biden ·
Trump II